# 賀賁
賀賁（1517年—？），字懋文，號洪濱，河南河南府陝州靈寶縣人，民籍，明朝政治人物。

## 生平
嘉靖二十二年癸卯科（1543年）河南鄉試第二十四名舉人。嘉靖三十五年（1556年）中式丙辰科會試第一百五十七名，三甲第三十七名進士。通政司观政，授山东章丘知县，三十九年復除浙江乐清县，四十三年（1564年）七月选授南京江西道試御史，四十四年五月實授，隆慶二年（1568年）升直隶广平府知府，隆慶五年（1571年）九月升中憲大夫、陕西行太僕寺少卿兼按察司僉事。

## 家族
曾祖賀斌；祖父賀恭；父賀宗儒，恩例冠帶。母建氏；繼母李氏，俱贈孺人。兄贺表、弟贺賞、贺章。